# Friedrich III. (Sachsen)

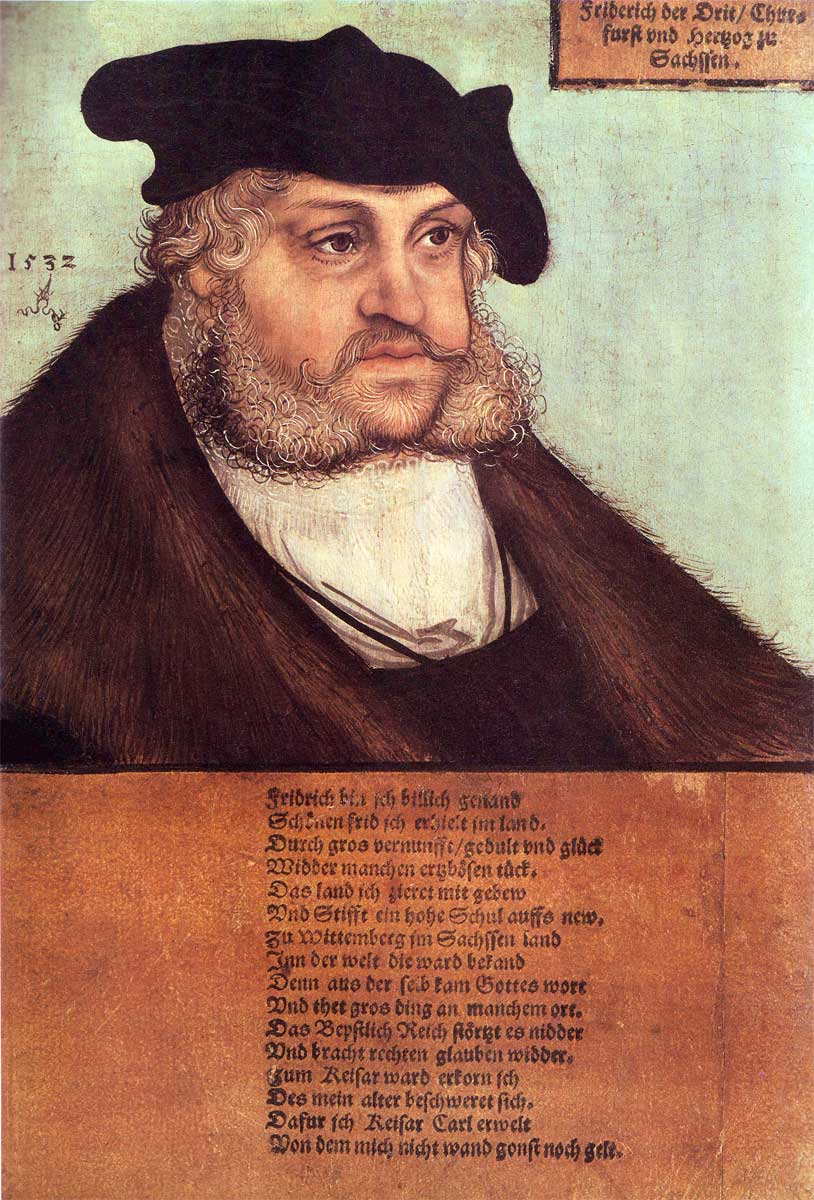
Lucas Cranach der Ältere, Friedrich der Weise, 1532, Historisches Museum Regensburg

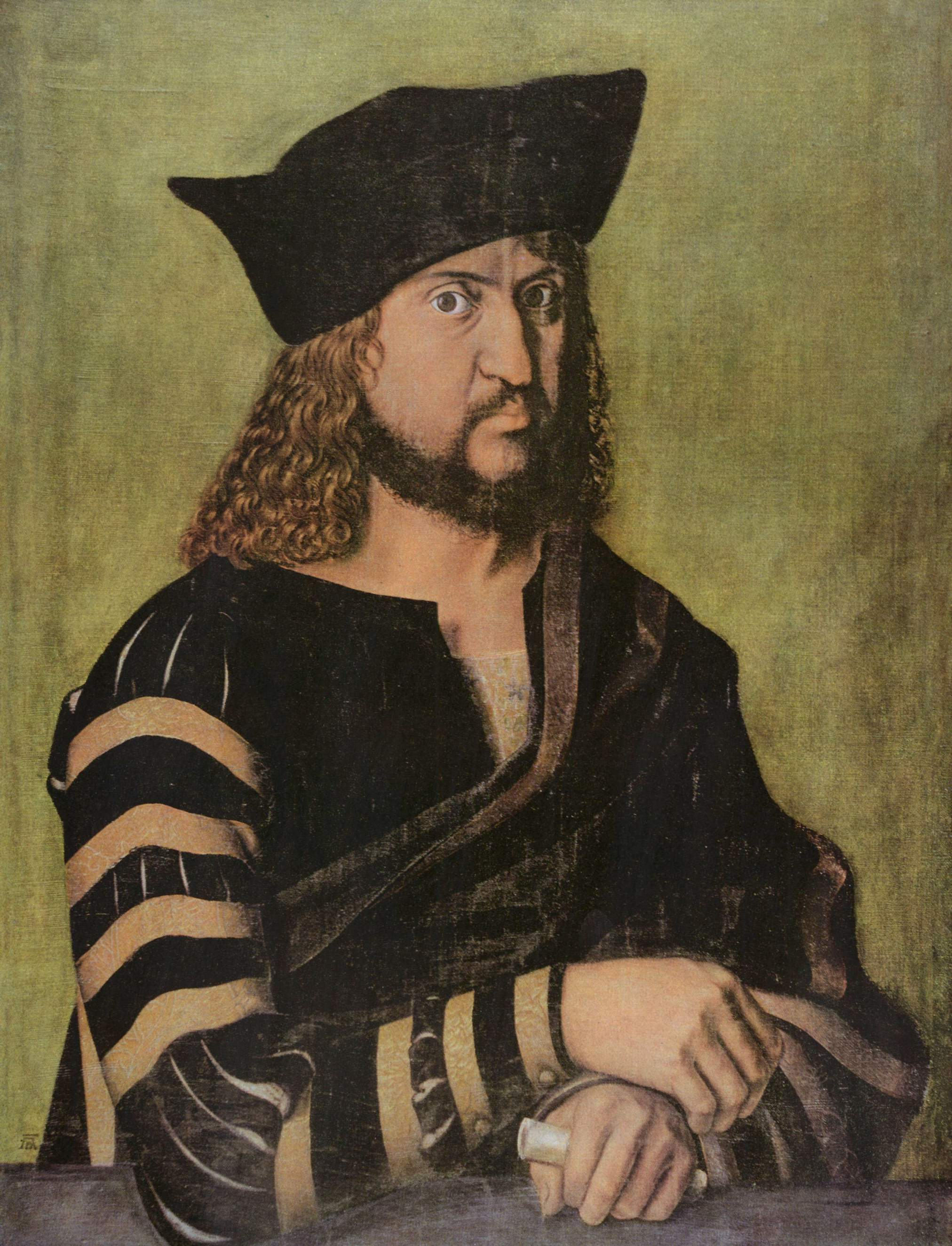
Porträt Friedrichs des Weisen um 1500 von Albrecht Dürer, Gemäldegalerie (Berlin)

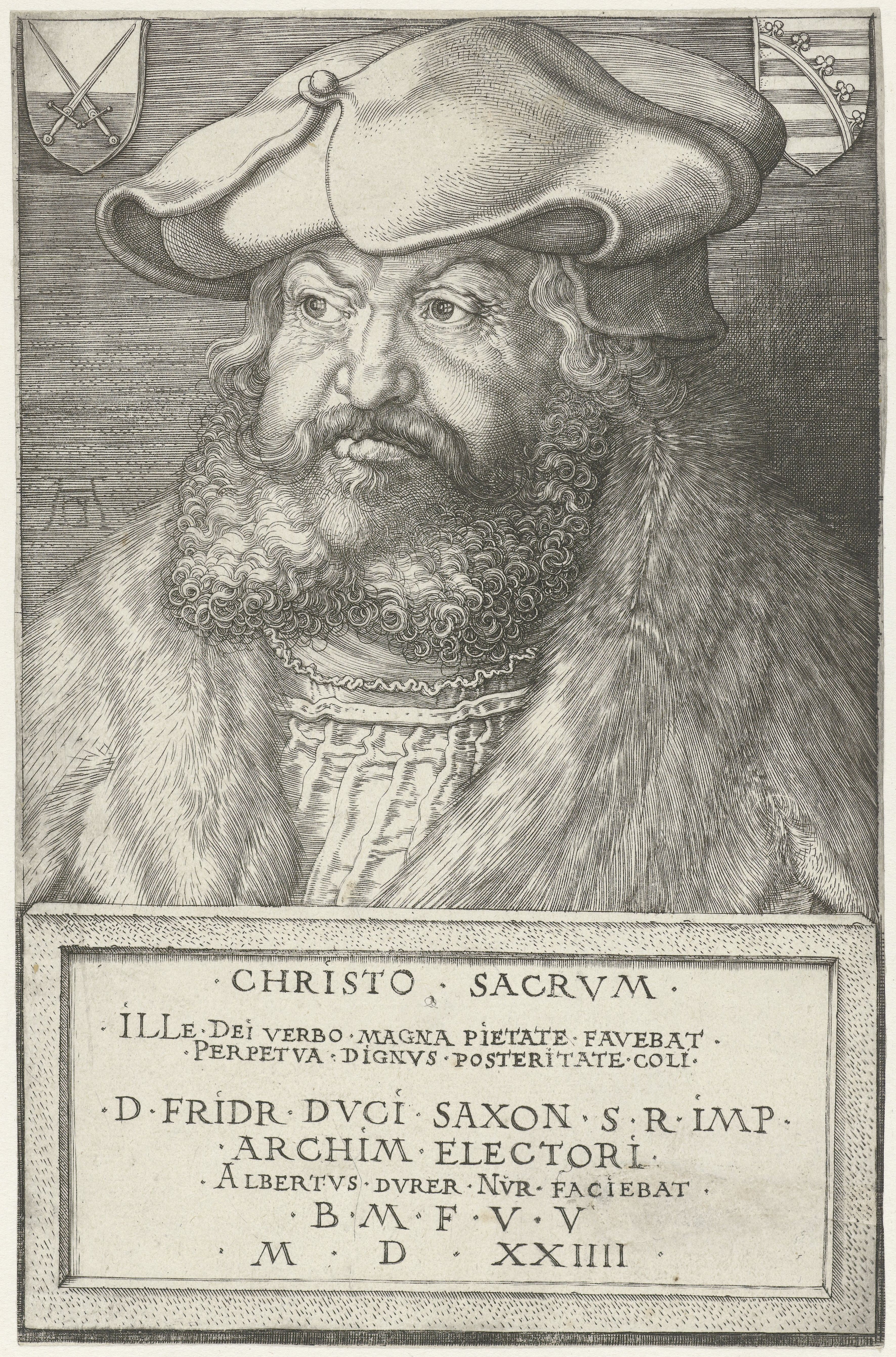
Friedrich der Weise, Kupferstich von Albrecht Dürer um 1524

Friedrich III. oder Friedrich der Weise von Sachsen (* 17. Januar 1463 in Torgau; † 5. Mai 1525 in Lochau) war von 1486 bis zu seinem Tod 1525 Kurfürst von Sachsen.

## Leben

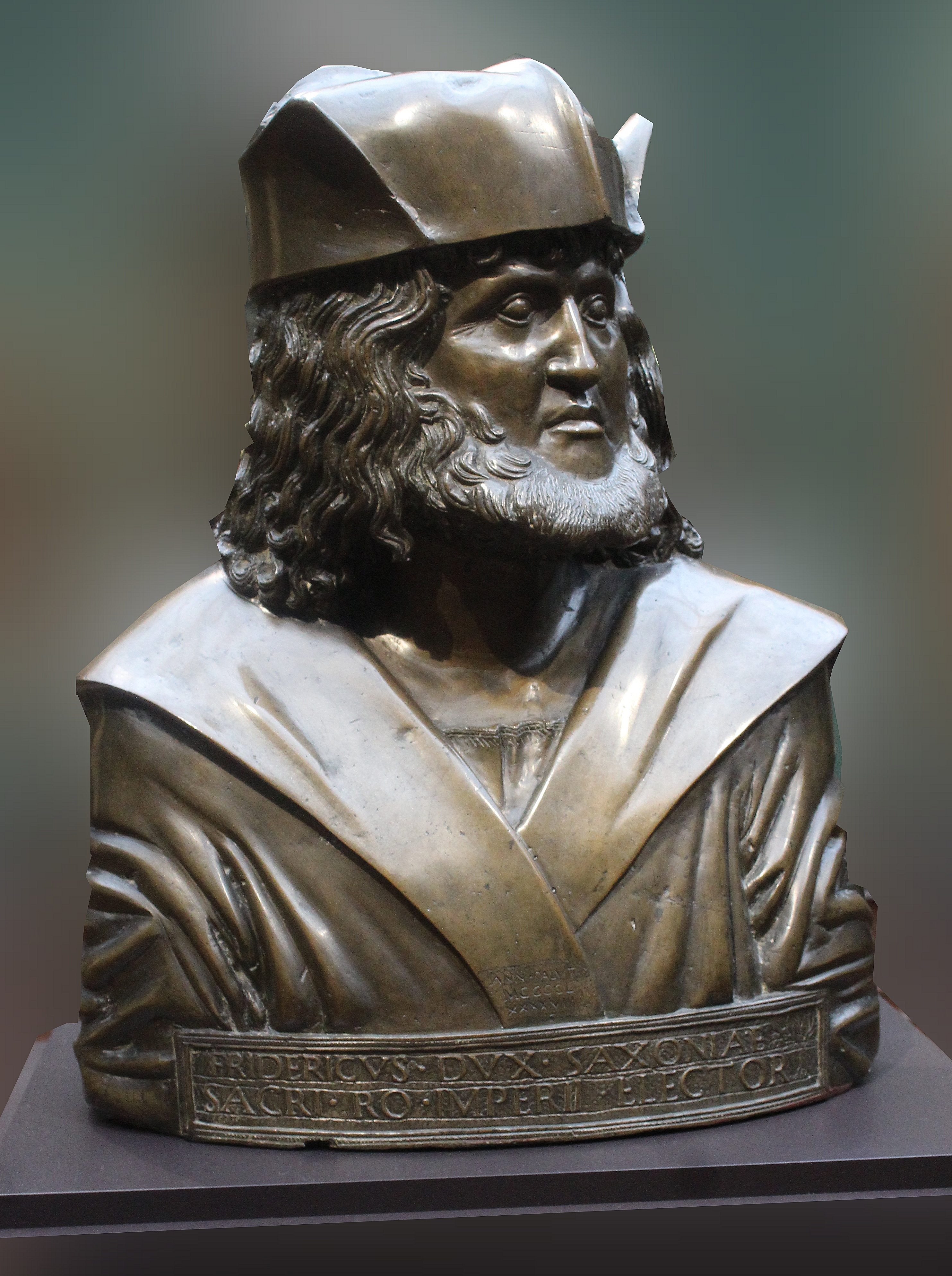
Adriano Fiorentino, Friedrich der Weise, 1498, Staatliche Kunstsammlungen, Dresden

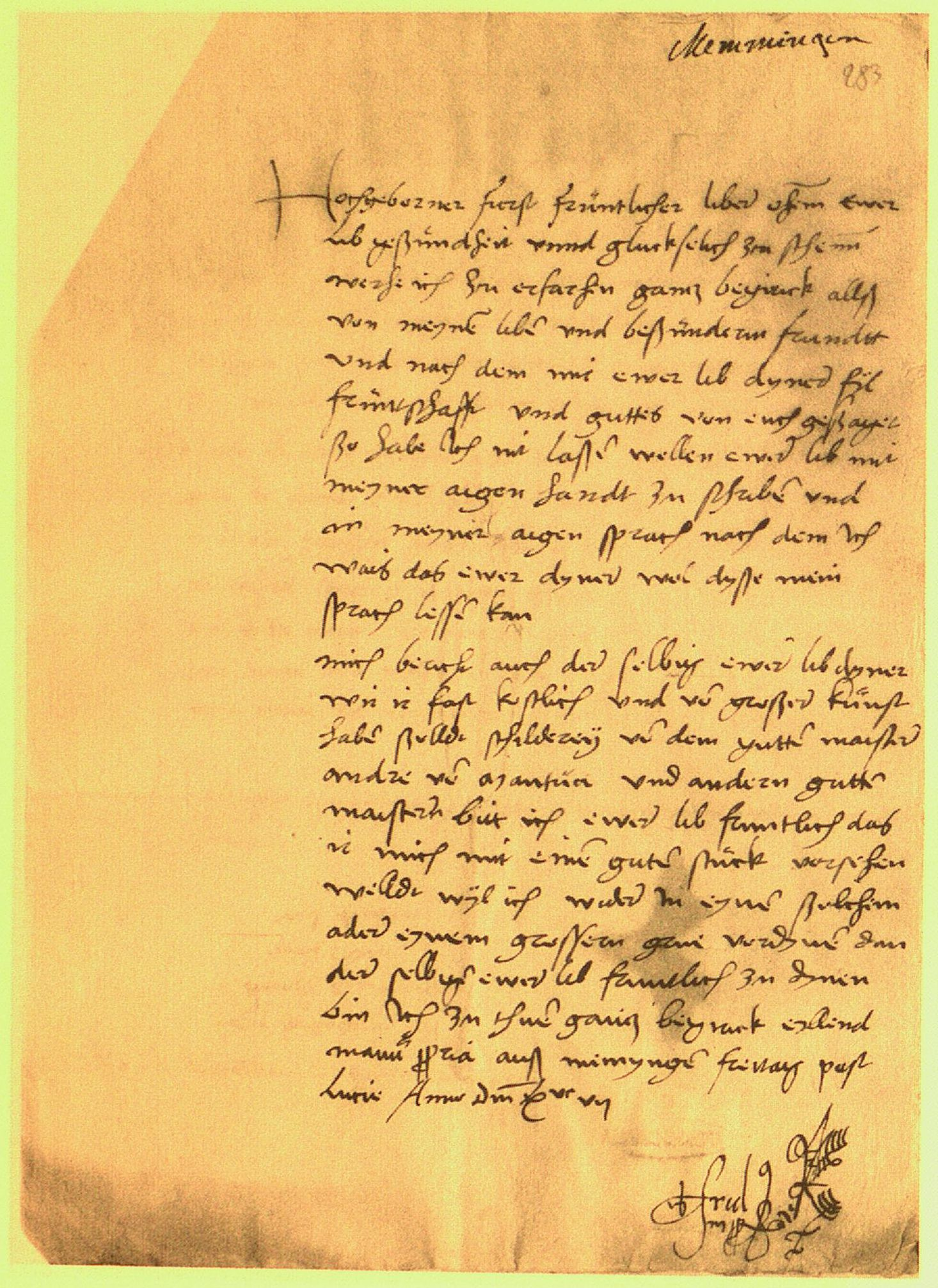
Ein eigenhändiger Brief Friedrichs an den Markgrafen von Mantua, Gianfrancesco II. Gonzaga, vom 17. Dezember 1507. Mantua, Archivio di Stato, Archivio Gonzaga, busta 514, c. 283

Friedrich war der älteste Sohn des Kurfürsten Ernst von Sachsen (1441–1486) und dessen Ehefrau Elisabeth (1443–1484), Tochter des bayerischen Herzogs Albrecht III. Er wurde auf Schloss Hartenfels in Torgau geboren.
Durch den Tod seines Vaters 1486 fielen dem 23-Jährigen aus der ernestinischen Linie der Wettiner das sächsische Kurland und die Kurwürde zu, hingegen regierte er zusammen mit seinem Bruder Johann dem Beständigen über die übrigen weit verstreuten Herrschaftsgebiete. Aufgrund der durch seinen Vater Ernst und dessen Bruder Albrecht vorgenommenen Leipziger Teilung 1485 zwischen der ernestinisch-thüringischen und albertinisch-meißnischen Linie der Wettiner baute Friedrich Torgau zu seiner hauptsächlichen Residenzstadt aus. Die Einnahmen aus den Silberbergwerken Sachsens, sein Anteil am fälligen Schlagschatz der Münzstätten Freiberg, Leipzig, Annaberg, Buchholz, Zwickau, Schneeberg und Langensalza sicherten ihm die finanzielle Unabhängigkeit. Sein Brustbild auf dem Bartgroschen von 1492 ist das erste Bildnis eines Regenten auf Münzen der Sächsischen Münzgeschichte.
Im Mai 1500 beschloss Kurfürst Friedrich III. der Weise gemeinsam mit seinem Bruder Herzog Johann dem Beständigen im Einvernehmen mit Herzog Georg dem Bärtigen als Stellvertreter seines Vaters Albrecht des Beherzten, der als Statthalter in Westfriesland weilte, die sogenannte Leipziger Münzordnung. Sie verkündeten ihren Landsassen und Untertanen in je einem Mandat die neue Münzordnung. Damit begann in Sachsen der erste Abschnitt der sächsischen Talerwährung.
Nach den überlieferten Porträts hatte der Kurfürst einen beachtlichen Leibesumfang, weshalb ihn der päpstliche Nuntius Hieronymus Aleander als „fettes Murmeltier“ beschrieb. Obwohl Friedrich der Weise nicht verheiratet war, hatte er mit der unstandesgemäßen Anna Weller mehrere Kinder.
Trotz dieser Tatsache verlieh ihm Papst Leo X. 1518 die Goldene Rose, die höchste Auszeichnung des Papstes für besondere Verdienste um die katholische Kirche, in Wirklichkeit aber, um ihn zu bewegen, Luther an das Ketzergericht auszuliefern.

## Intellektuelles und kulturelles Profil
Friedrich III. lebte gemäß den Glaubenspraktiken seiner Zeit: täglicher Messbesuch, Werkfrömmigkeit, Marien- und Heiligenverehrung, Reliquienkult. Mit wahrer Leidenschaft sammelte er Reliquien – über 19.000 mit dem Gegenwert von rund zwei Millionen Jahren Ablass. Die Reliquien, die er von seiner Wallfahrt im Jahr 1493 ins Heilige Land mitbrachte, bildeten den Grundstock seiner Sammlung, die er planmäßig erweiterte, so dass er schließlich die drittgrößte Reliquiensammlung seiner Zeit besaß. Lucas Cranach d. Ä. fertigte 1509 zu dieser Heiligtumssammlung in der Wittenberger Schlosskirche eine detaillierte Beschreibung mit Holzschnitten an. Cranach war Nachfolger des von 1503 bis 1505 für Friedrich tätigen Jacopo de’ Barbari.
Die 1502 von ihm gegründete Universität Wittenberg entwickelte sich in den folgenden Jahrzehnten zu einer der bedeutendsten Universitäten. Zu Lebzeiten Friedrichs III. lag ihre Bedeutung vor allem in der von ihm geförderten Zuwendung zum Renaissance-Humanismus, später erlangte sie internationale Bedeutung als Ausgangspunkt und Lehrstätte der Reformation.
Friedrich baute zahlreiche Schlösser neu oder ließ sie grundlegend umgestalten: Unter anderem Schloss Wittenberg, Schloss Hartenfels in Torgau und Schloss Colditz. Friedrich III. berief Lucas Cranach den Älteren 1505 als seinen Hofmaler nach Wittenberg.
1493 wurde Friedrich in Jerusalem zum Ritter des Ritterordens vom Heiligen Grab geschlagen, zusammen mit Herzog Christoph dem Starken, Graf Philipp von Anhalt, Graf Heinrich von Stolberg, Graf Adam von Beichlingen, Graf Balthasar von Schwarzenburg, Heinrich Herr von Gera, Anarg Herr von Wildenfels, Hans Herr von Schwarzberg, Degenhart Pfaffinger zu Salmanskirchen sowie weiteren Edelleuten.

## Beitrag zur Entwicklung der Reitkunst
Friedrich der Weise war einer der ersten deutschen Kurfürsten, der auf dem medischen Nisäer basierende Pferde als 'Türken' nach Deutschland importierte. Sie wurden in seinen Gestüten in Bleesern und Torgau gezüchtet und Bleesern wurde damit zum ältesten erhaltenen zahmen Gestüt Mitteleuropas.
Friedrich stand dazu auch im Austausch mit dem Geschlecht der Gonzaga, die in Mantua derartige Pferde züchteten (das Gebäude ist heute der Palazzo Té). Die Pferde ermöglichten den Beginn der Entwicklung der Reitkunst in Deutschland, die die ritterliche Reitweise mit durchgedrücktem Bein (à la brida oder auch Ghisa) ersetzte.
Die Reitkunst erlebte nach der Übernahme Bleeserns durch die Albertiner und der Ankunft des neapolitanischen Rittmeisters Carlo Theti in Dresden unter August von Sachsen und Christian I. ihren Aufschwung.

## Reichspolitik

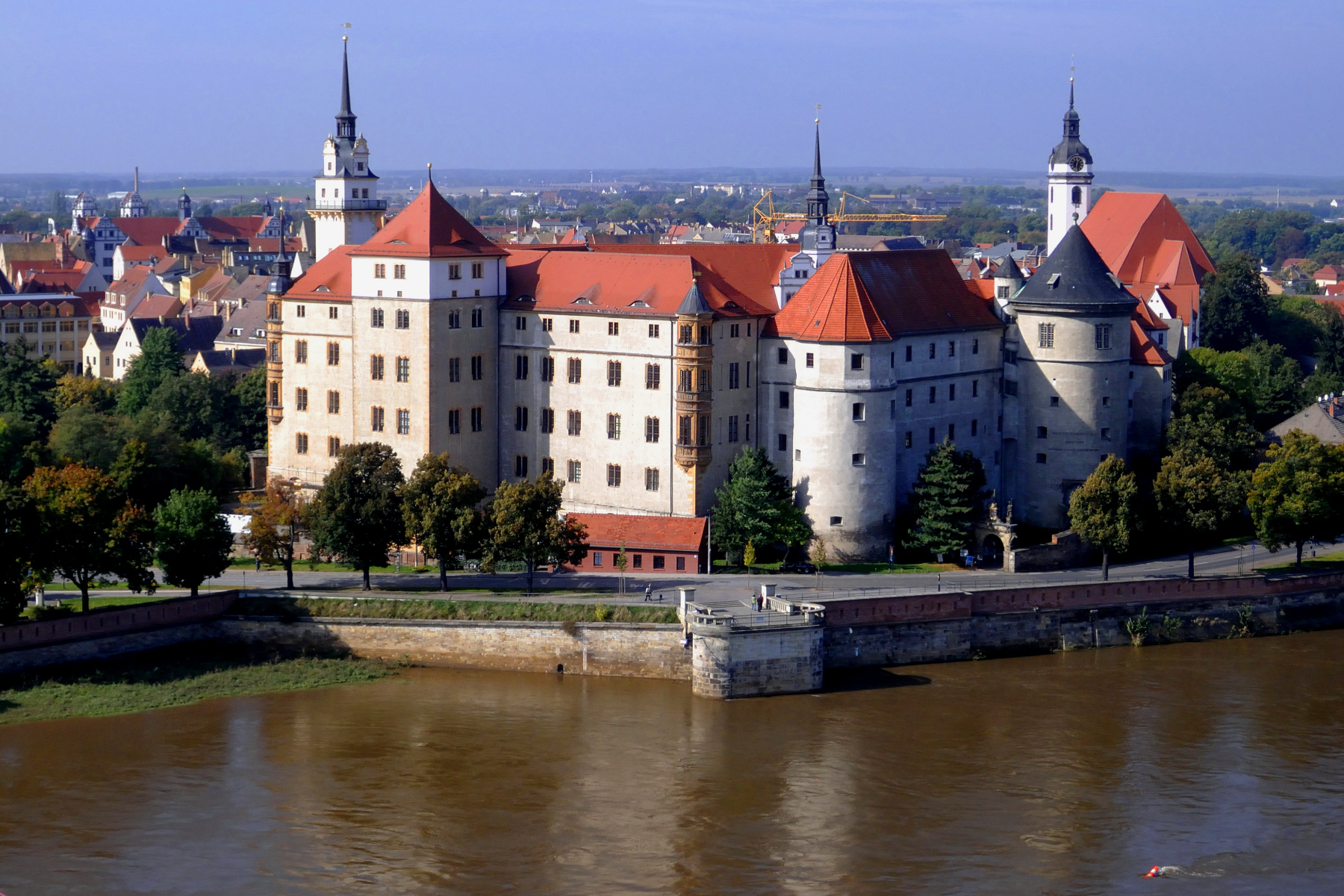
Schloss Hartenfels in Torgau, die Hauptresidenz Friedrichs des Weisen

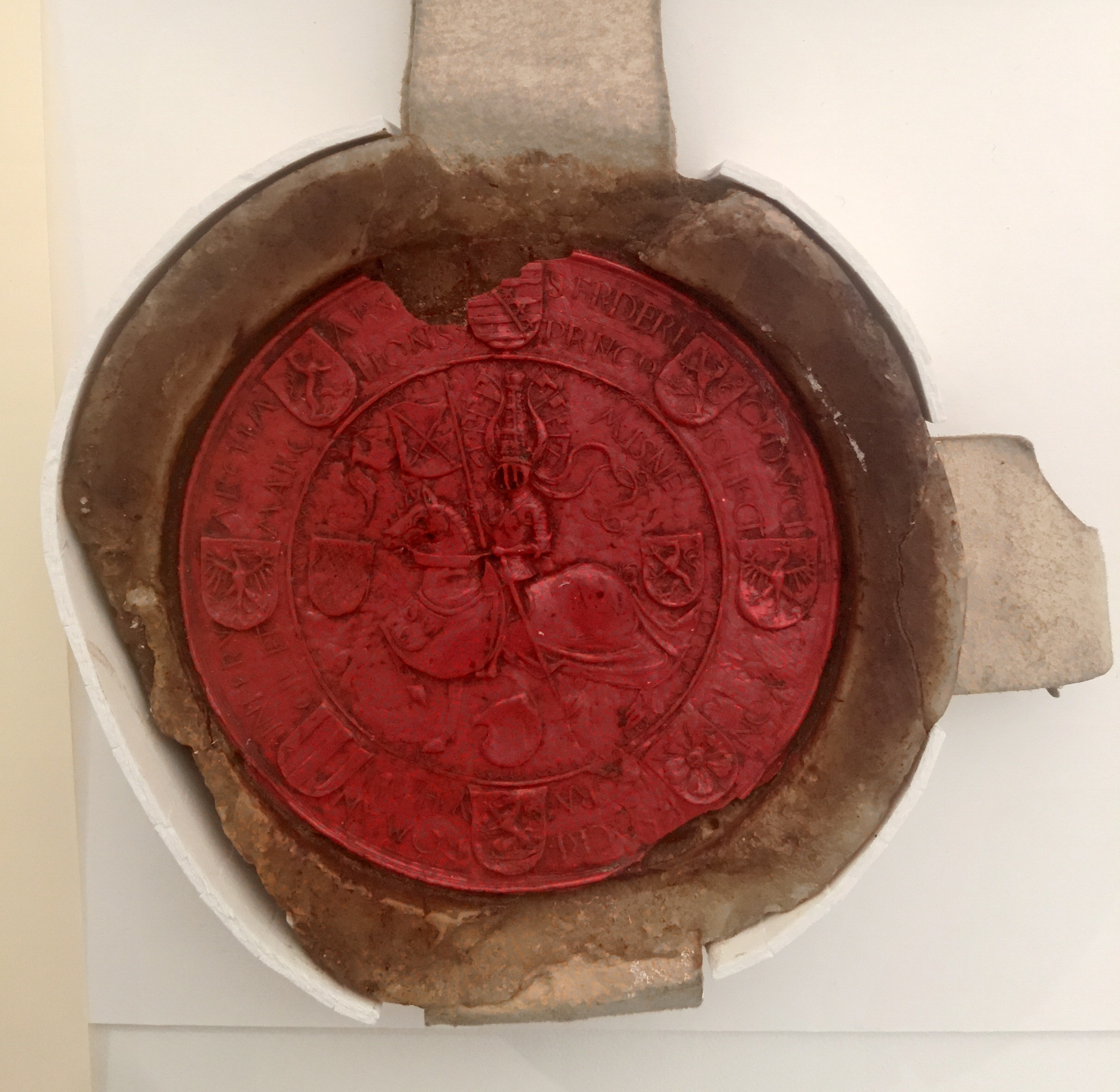
Siegel

Am 8. August 1507 übertrug König Maximilian I. Friedrich auf dem Reichstag von Konstanz die Generalstatthalterwürde. Nachdem Maximilian nach seiner Wahl zum römischen Kaiser am 4. Februar 1508 aus Trient zurückgekehrt war, erlosch das Statthalteramt. Auf Münzen (Locumtenenstalern) des Kurfürsten von Sachsen erscheint erstmals die Würde des Reichsvikars in Form von „Imperique locumtenens generalis“ (lat. = Reichsgeneralstatthalter).
Das politische Reformdenken Friedrichs des Weisen, das eine Stärkung der Territorialfürsten und damit gleichzeitig eine Machtminderung der kaiserlichen Zentralgewalt und eine Schwächung des immer geldgierigeren Papsttums zum Ziele hatte, bewog ihn wohl auch, Martin Luthers Aufbegehren zu unterstützen. Das geschah auch mit der Prägung des Schautalers Friedrich des Weisen von 1522, den Christian Junker dem Ehrengedächtnis Martin Luthers zuschreibt. Die Eindämmung der steigenden finanziellen Ansprüche der Renaissancepäpste, der päpstlichen Finanzpraktiken sowie des auf Machterweiterung agierenden Kirchenstaates standen dabei im Vordergrund des politischen Vorgehens des sächsischen Kurfürsten und sicherlich nicht die theologischen Überlegungen Luthers, denen er zurückhaltend gegenüberstand. So hat er Martin Luther im Laufe seiner Regierungszeit auch nie persönlich empfangen. Die Rolle des Vermittlers zwischen Kurfürst, Reformator und Papst übernahm oftmals der oberste Sekretär und Schatzmeister Degenhart Pfaffinger, der dem Kurfürsten seit der gemeinsamen Wallfahrt zum heiligen Grab treu zur Seite stand.
Durch die Weigerung Friedrichs III., das 1518 von Rom gefällte Ketzerurteil gegen Luther anzuerkennen, die Zusicherung freien Geleites für Luther zum Reichstag zu Worms und seine Unterbringung auf der Wartburg nach der Ächtung entstand ein offener Interessenkonflikt zwischen dem sächsischen Kurfürsten und der römischen Kurie bzw. dem Kaiser. Diese beharrliche Entschlossenheit, aber auch seine Abneigung, kriegerisch in Konflikte einzugreifen, mit der der Wettiner seine nach Ausgleich strebende politische Grundeinstellung umsetzte, trug ihm in der späteren Geschichtsschreibung den Beinamen Friedrich der Weise ein.
Viele Historiker führen den Beinamen aber auch auf sein überlegtes Handeln bei der Kaisernachfolge Maximilians zurück. Denn bei der Wahl des römisch-deutschen Königs von 1519 spielte der sächsische Kurfürst eine entscheidende Rolle: Einerseits wurde Friedrich der Weise als Kandidat zuerst von Papst Leo X. unterstützt, der aus Interesse des Kirchenstaates zu diesem Zeitpunkt keinen der beiden Hauptkonkurrenten, den französischen König Franz I. und den Kaiserenkel Karl, der 1518 als Karl I. zum König von Aragonien gekrönt worden war, als Kaiser wünschte. Andererseits akzeptierte zeitweise auch die französische Seite den sächsischen Kurfürsten als Kompromisskandidaten. Somit hätte er gute Chancen gehabt, von den Kurfürsten gewählt zu werden. Doch lehnte er die Kaiserwürde bereits im Vorfeld der Wahl ab und betätigte sich lieber als Vermittler im Kurfürstenkollegium. Schließlich wurde am 28. Juni 1519 in Frankfurt der 19-jährige Habsburger einstimmig gewählt. Karl V. musste die wesentlich von Friedrich dem Weisen entworfene Wahlkapitulation unterschreiben, die sich gegen die kaiserliche Zentralmacht und für eine stärkere Mitentscheidungsgewalt der Reichsstände aussprach.

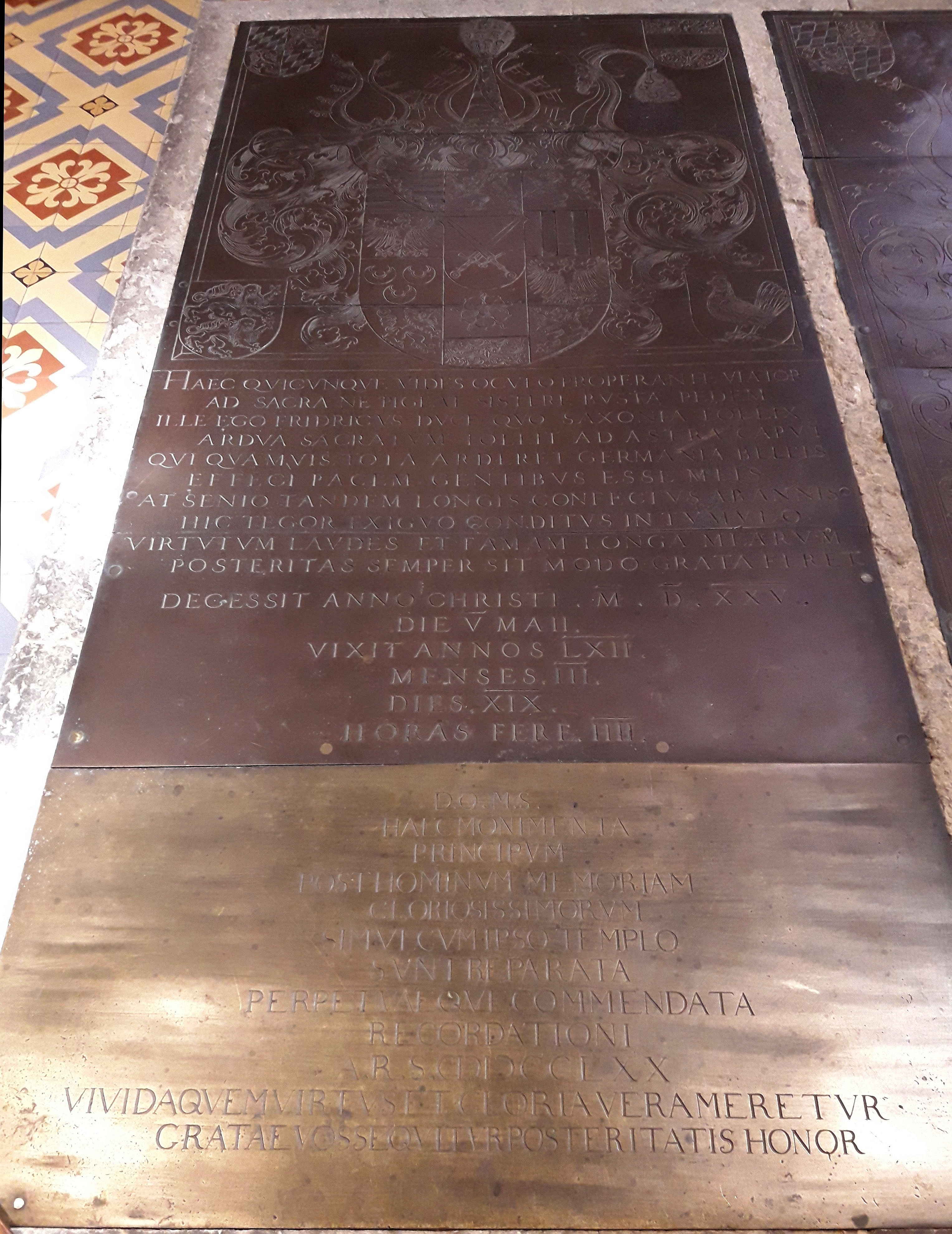
Grab Friedrichs III. vor dem Hauptaltar in der Schlosskirche Wittenberg

Friedrich der Weise, der Luther vor der Kirchengerichtsbarkeit ebenso wie vor dem Vollzug der kaiserlichen Acht in Schutz nahm, trug mit seiner stillen und beharrlichen Art entscheidend zur Ausbreitung der reformatorischen Ideen bei. Er war einer der wenigen Fürsten, die gegen die Vernichtung der Bauern während der Bauernkriege waren. Er war der Meinung, dass man die Forderungen der Bauern erfüllen sollte. Erst auf dem Sterbebett ließ er sich das Abendmahl auf protestantische Art reichen, was als ein spätes Bekenntnis zur protestantischen Konfession angesehen werden kann. Mit ihm starb der letzte Widerstand gegen einen Krieg mit den Bauern.
Friedrich der Weise wurde in der von ihm erbauten und ausgestatteten Wittenberger Schlosskirche beigesetzt. Sein Bruder Johann der Beständige übernahm nach Friedrichs Tod die Kurwürde.

## Ehrungen

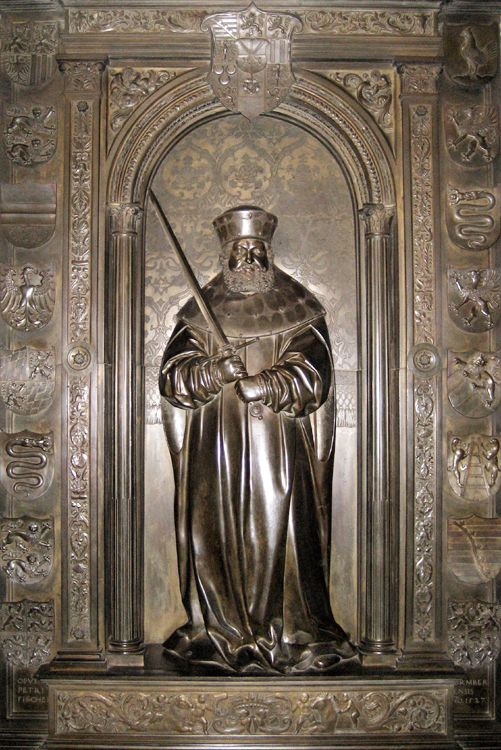
Epitaph Friedrichs des Weisen von Peter Vischer dem Jüngeren in der Schlosskirche Wittenberg

- Standbild auf dem Marktplatz in Buchholz (Erzgebirge), das er 1501 gründete. Das Standbild wurde zum 400. Stadtjubiläum von Buchholz 1901 aufgestellt.
- Prägung einer silbernen Gedenkmünze zum 400-jährigen Reformationsjubiläum 1917 des Königreichs Sachsen zu 3 Mark mit einer geplanten Prägezahl von 330.000 Stück. Wegen der Lage auf dem Silbermarkt während des Krieges wurden aber tatsächlich nur 100 Exemplare geprägt, von denen mehr als die Hälfte wieder eingeschmolzen worden sein soll. Das Stück gehört zu den begehrtesten Münzen des zwanzigsten Jahrhunderts und ihr Katalogwert liegt im mittleren bis oberen fünfstelligen Bereich (siehe auch Münzstätte Muldenhütten).
- Gedenktag im Evangelischen Namenkalender der Evangelischen Kirche in Deutschland am 6. Mai sowie im Kalender der Lutherischen Kirche – Missouri-Synode am 5. Mai.[10]
- Gedenkstein: nördlich in einer Waldinsel im Feld des Waldgebietes Nachthainigte, nord-westlich-westlich von Annaburg, Koordinaten: 51°44'17.2"N 13°00'56.7"E

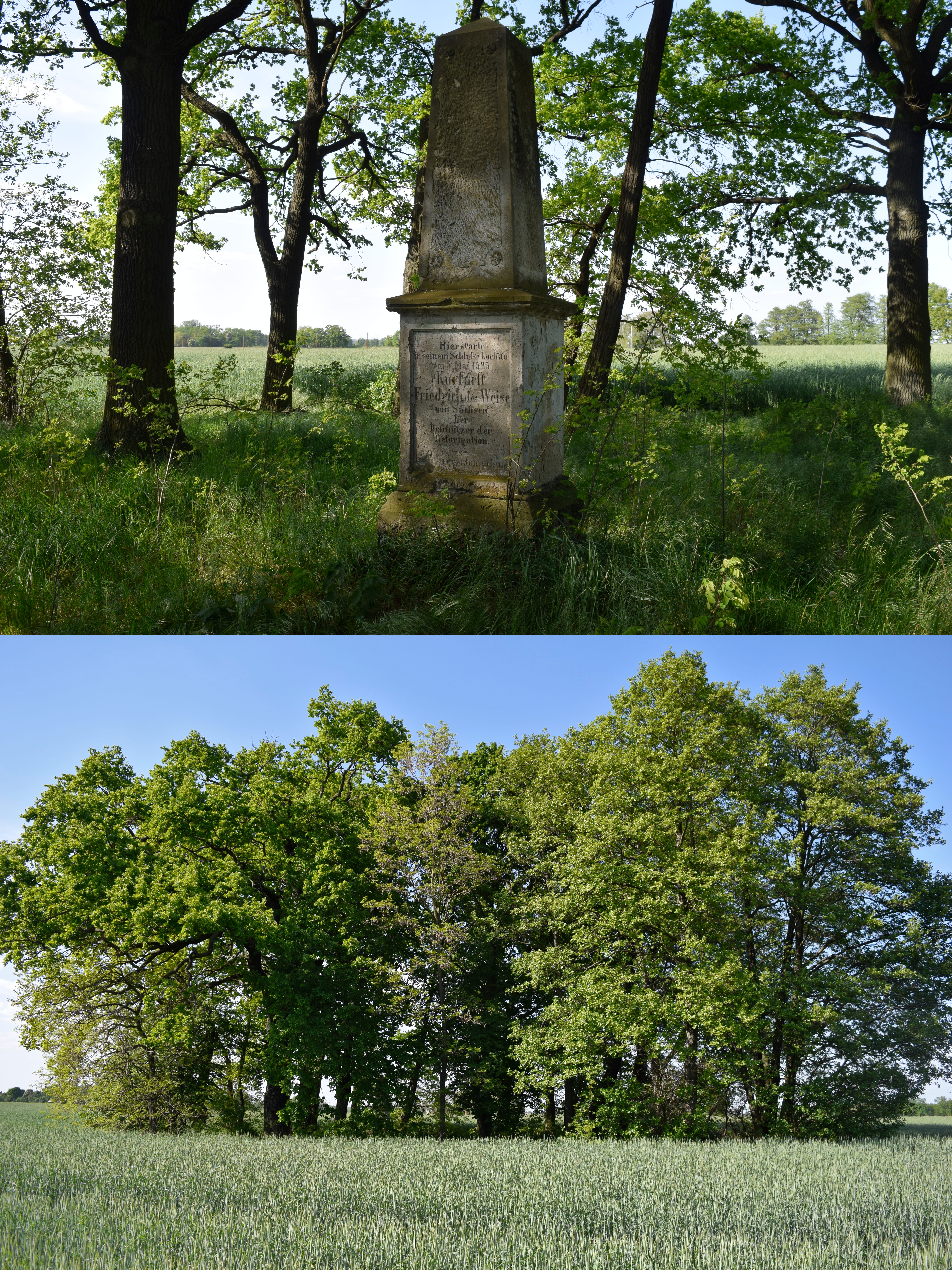
Gedenkstein an Kurfürst Friedrich der Weise von Sachsen, Kleine Waldinsel im Feld, nördlich des Waldes Nachthainigte
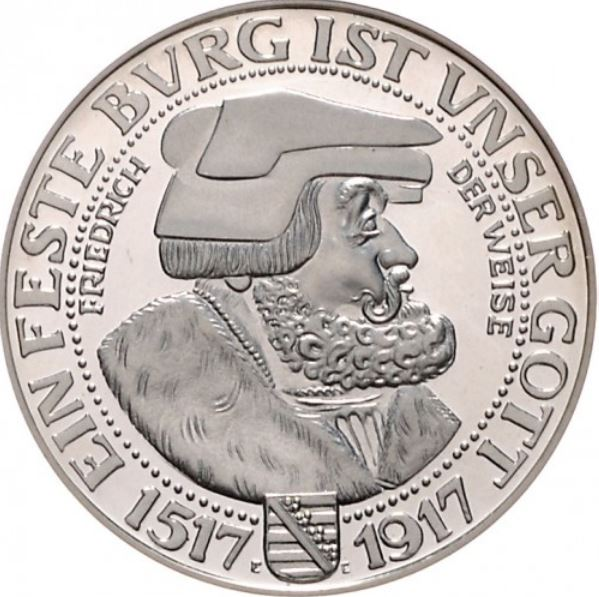
Gedenkmünze zum  Reformationsjubiläum 1917

## Vorfahren
| Ahnentafel Friedrich III. ("der Weise") von Sachsen | Ahnentafel Friedrich III. ("der Weise") von Sachsen                                                  | Ahnentafel Friedrich III. ("der Weise") von Sachsen                                                  | Ahnentafel Friedrich III. ("der Weise") von Sachsen                               | Ahnentafel Friedrich III. ("der Weise") von Sachsen                               | Ahnentafel Friedrich III. ("der Weise") von Sachsen                                                                     | Ahnentafel Friedrich III. ("der Weise") von Sachsen                                                                     | Ahnentafel Friedrich III. ("der Weise") von Sachsen                                                                     | Ahnentafel Friedrich III. ("der Weise") von Sachsen                                                                     |
| --------------------------------------------------- | --- | --- | --------------------------------------------------------------------------------- | --------------------------------------------------------------------------------- | --- | --- | --- | --- |
| Ururgroßeltern                                      | Markgraf Friedrich III. (1332–1381) ⚭ 1346 Katharina von Henneberg (1334–1397)                       | Herzog Heinrich I. zu Braunschweig-Lüneburg (1355–1416) ⚭ Sophie von Pommern (1370–1406)             | Herzog Leopold III. (1351–1386) ⚭ 1365 Viridis Visconti von Mailand (1350–1414)   | Ziemowit IV. (um 1352–1426) ⚭ Alexandra von Litauen (um 1360–1434)                | Herzog Johann II. von Bayern (um 1341–1397) ⚭ 1372 Katharina von Görz (? –1391)                                         | Bernabò Visconti (1323–1385) ⚭ 1350 Beatrice della Scala (–1384)                                                        | Herzog Albrecht I. von Braunschweig-Grubenhagen (um 1339–1383) ⚭ Agnes von Braunschweig                                 | Otto I. von Braunschweig-Göttingen (um 1330–1394) ⚭ um 1357 Miroslawa von Holstein-Plön (?– um 1376)                    |
| Urgroßeltern                                        | Kurfürst Friedrich I. von Sachsen (1370–1428) ⚭ 1402 Katharina von Braunschweig-Lüneburg (1395–1442) | Kurfürst Friedrich I. von Sachsen (1370–1428) ⚭ 1402 Katharina von Braunschweig-Lüneburg (1395–1442) | Herzog Ernst der Eiserne (1377–1424) ⚭ 1412 Cimburgis von Masowien (1394/97–1429) | Herzog Ernst der Eiserne (1377–1424) ⚭ 1412 Cimburgis von Masowien (1394/97–1429) | Herzog Ernst von Bayern(-München) (1373–1438) ⚭ 1396 Elisabetta Visconti von Mailand (1374–1432)                        | Herzog Ernst von Bayern(-München) (1373–1438) ⚭ 1396 Elisabetta Visconti von Mailand (1374–1432)                        | Erich I. (Braunschweig-Grubenhagen) (um 1383–1427) ⚭ Elisabeth von Braunschweig-Göttingen                               | Erich I. (Braunschweig-Grubenhagen) (um 1383–1427) ⚭ Elisabeth von Braunschweig-Göttingen                               |
| Großeltern                                          | Kurfürst Friedrich II. (1412–1464) ⚭ 1431 Margaretha von Österreich (1416–1486)                      | Kurfürst Friedrich II. (1412–1464) ⚭ 1431 Margaretha von Österreich (1416–1486)                      | Kurfürst Friedrich II. (1412–1464) ⚭ 1431 Margaretha von Österreich (1416–1486)   | Kurfürst Friedrich II. (1412–1464) ⚭ 1431 Margaretha von Österreich (1416–1486)   | Herzog Albrecht der Fromme von Bayern-München (1401–1460) ⚭ 1436 Herzogin Anna von Braunschweig-Grubenhagen (1414–1474) | Herzog Albrecht der Fromme von Bayern-München (1401–1460) ⚭ 1436 Herzogin Anna von Braunschweig-Grubenhagen (1414–1474) | Herzog Albrecht der Fromme von Bayern-München (1401–1460) ⚭ 1436 Herzogin Anna von Braunschweig-Grubenhagen (1414–1474) | Herzog Albrecht der Fromme von Bayern-München (1401–1460) ⚭ 1436 Herzogin Anna von Braunschweig-Grubenhagen (1414–1474) |
| Eltern                                              | Kurfürst Ernst von Sachsen (1441–1486) ⚭ 1460 Elisabeth von Bayern (1443–1484)                       | Kurfürst Ernst von Sachsen (1441–1486) ⚭ 1460 Elisabeth von Bayern (1443–1484)                       | Kurfürst Ernst von Sachsen (1441–1486) ⚭ 1460 Elisabeth von Bayern (1443–1484)    | Kurfürst Ernst von Sachsen (1441–1486) ⚭ 1460 Elisabeth von Bayern (1443–1484)    | Kurfürst Ernst von Sachsen (1441–1486) ⚭ 1460 Elisabeth von Bayern (1443–1484)                                          | Kurfürst Ernst von Sachsen (1441–1486) ⚭ 1460 Elisabeth von Bayern (1443–1484)                                          | Kurfürst Ernst von Sachsen (1441–1486) ⚭ 1460 Elisabeth von Bayern (1443–1484)                                          | Kurfürst Ernst von Sachsen (1441–1486) ⚭ 1460 Elisabeth von Bayern (1443–1484)                                          |
| Friedrich III. ("der Weise") von Sachsen            | | |                                                                                   |                                                                                   | | | | |